# Sybra auberti
Sybra auberti là một loài bọ cánh cứng trong họ Cerambycidae.